# De Kwakel
De Kwakel est une localité de la commune néerlandaise d'Uithoorn, située dans la province de Hollande-Septentrionale.

## Géographie
De Kwakel occupe l'ouest de la commune d'Uithoorn et comprend un quartier résidentiel et une zone d'activités qui s'étend au sud-ouest.

## Démographie
En 2019, la localité compte 4 435 habitants.